# Guido Pella
Guido Pella (Bahía Blanca, 17 de maig de 1990) és un tennista professional argentí. Durant el 2019 va aconseguir la seva millor classificació al rànquing individual, arribant al número 20; i de dobles, amb el número 55. L'èxit més important de la seva carrera és el títol de la Copa Davis 2016 aconseguit amb l'equip argentí.

## Biografia
El seu pare Carlos el va introduir en el tennis quan tenia cinc anys junt a la seva germana Catalina, que també va esdevenir tennista professional.
A mitjans de 2019 es va prometre amb la seva xicota, la model argentina Stephanie Demner.

## Palmarès: 2 (1−0−1)

### Individual: 5 (1−4)
| Llegenda                          |
| --------------------------------- |
| Grand Slams (0−0)                 |
| ATP Finals (0−0)                  |
| ATP World Tour Masters 1000 (0−0) |
| ATP World Tour 500 (0−1)          |
| ATP World Tour 250 (1−3)          |

| Títols per superfície |
| --------------------- |
| Dura (0−0)            |
| Gespa (0−0)           |
| Terra batuda (1−4)    |

| Resultat  | Núm. | Data                 | Torneig                | Superfície       | Oponent              | Marcador         |
| --------- | ---- | -------------------- | ---------------------- | ---------------- | -------------------- | ---------------- |
| Finalista | 1.   | 21 de febrer de 2016 | Rio de Janeiro, Brasil | Terra batuda     | Pablo Cuevas         | 4−6, 7−6(5), 4−6 |
| Finalista | 2.   | 7 de maig de 2017    | Múnic, Alemanya        | Terra batuda     | Alexander Zverev     | 4−6, 3−6         |
| Finalista | 3.   | 22 de juliol de 2018 | Umag, Croàcia          | Terra batuda     | Marco Cecchinato     | 2−6, 6−7(4)      |
| Finalista | 4.   | 10 de febrer de 2019 | Córdoba, Argentina     | Terra batuda     | Juan Ignacio Londero | 6−3, 5−7, 1−6    |
| Guanyador | 1.   | 3 de març de 2019    | Sao Paulo, Brasil      | Terra batuda (i) | Christian Garín      | 7−5, 6−3         |

### Equips: 1 (1−0)
| Resultat  | Núm. | Data                      | Torneig                     | Superfície | Equip                                                  | Oponents en la final                              | Marcador |
| --------- | ---- | ------------------------- | --------------------------- | ---------- | ------------------------------------------------------ | ------------------------------------------------- | -------- |
| Guanyador | 1.   | 25 − 26 d'octubre de 2016 | Copa Davis, Zagreb, Croàcia | Dura (i)   | Federico Delbonis Leonardo Mayer Juan Martín del Potro | Marin Čilić Ivan Dodig Ivo Karlović Franko Škugor | 3−2      |

## Trajectòria

### Individual
| Open d'Austràlia | A   | 1R          | A           | A           | 2R    | 1R          | 1R          | 1R          | 3R          | 1R   | A   | 1R | 0 / 8     | 3 – 8     |
| Roland Garros | Q1  | 2R          | Q2          | Q2          | 2R    | 1R          | 2R          | 2R          | 2R          | 2R   | A   | 2R | 0 / 8     | 7 – 8     |
| Wimbledon | A   | 2R          | A           | Q3          | 1R    | A           | 3R          | QF          | NC          | 1R   | A   | 3R | 0 / 6     | 8 – 6     |
| US Open | 1R  | 1R          | Q1          | 1R          | 2R    | 2R          | 3R          | 1R          | 1R          | 2R   | A   | 1R | 0 / 10    | 5 – 10    |
| Jocs Olímpics | A   | No celebrat | No celebrat | No celebrat | 1R    | No celebrat | No celebrat | No celebrat | No celebrat | A    | NC  | NC | 0 / 1     | 0 – 1     |
| Total Victòries–Derrotes                                                                                                   | 0−1 | 7−13        | 3−4         | 1−4         | 16−23 | 16−18       | 25−22       | 36−25       | 7−10        | 8−18 | 0−0 |    | 119 − 138 | 119 − 138 |
| Rànquing a final d'any | 108 | 94          | 156         | 74          | 80    | 64          | 58          | 25          | 43          | 74   | −   |    |           |           |
| Llegenda: G: Guanyador; F: Finalista; SF: Semifinalista; QF: Quarts de final; Q: Qualificació; A: Absent; RR: Round Robin; |     |             |             |             |       |             |             |             |             |      |     |    |           |           |

### Dobles masculins
| Open d'Austràlia | 1R   | 1R  | 1R   | 1R    | 2R  | 1R | A | 1R | 0 / 7   | 1 – 7   |
| Roland Garros | 2R   | A   | 2R   | SF    | 2R  | 2R | A | 1R | 0 / 7   | 8 – 7   |
| Wimbledon | 1R   | A   | A    | 1R    | NC  | A  | A | 1R | 0 / 3   | 0 – 3   |
| US Open | 1R   | 1R  | 1R   | 1R    | A   | A  | A |    | 0 / 4   | 0 – 4   |
| Total Victòries–Derrotes                                                                                                   | 5−13 | 1−4 | 8−13 | 15−21 | 3−3 |    |   |    | 32 − 56 | 32 − 56 |
| Rànquing a final d'any | 211  | 819 | 137  | 58    | 71  |    |   |    |         |         |
| Llegenda: G: Guanyador; F: Finalista; SF: Semifinalista; QF: Quarts de final; Q: Qualificació; A: Absent; RR: Round Robin; |      |     |      |       |     |    |   |    |         |         |